# La Belle endormie (roman)
Pour les articles homonymes, voir La Belle Endormie.
La Belle endormie (titre original : Beauty) est un roman de fantasy écrit par Sheri S. Tepper et paru en 1991.

## Distinction
Le roman a obtenu le prix Locus du meilleur roman de fantasy 1992.

## Éditions
- Beauty, Doubleday, 1er juillet 1991, 412 p.  (ISBN 0-385-41939-2)
- La Belle endormie, J'ai lu, coll. « Science-fiction » no 3647, 30 novembre 1993, trad. Iawa Tate, 512 p.  (ISBN 2-277-23647-0)